# ハリス・カラタシュ
ハリス・カラタシュ（Halis Karataş、1972年10月2日 - ）は、トルコの騎手。通算7000勝を超える歴代最多勝記録を持ち、一般にも名前を知られているトルコを代表する騎手。競馬ファンの間では魔術師（Sihirbaz）の異名を取る。

## 来歴
スィヴァス県のギュリュンで生まれた。父は夏は農業、冬は馬を飼う仕事をしており、兄が競馬の騎手だった。13歳で乗馬を始め、1986年、騎手になることを志して家族の反対を押し切って14歳でイスタンブールに行き、見習騎手になった。1987年6月20日に初騎乗で初勝利を挙げる。
デビュー2年目から勝ち星を伸ばし、1988年に31勝、1989年に55勝を挙げ、1990年に107勝で騎手リーディングの2位。1991年に135勝で1位に立ち、1991年から1996年、1999年、2002年から2015年、2017年の通算22回リーディングジョッキーとなった。
1991年12月、アジア競馬会議の香港大会に参加した際にトルコジョッキークラブ元理事長で名門オーナーブリーダーのオズデミル・アトマンと親しくなり、翌年からその主戦騎手となる。アトマンが生産したボールドパイロットはカラタシュの騎乗で1996年に三冠を達成、古馬や外国馬との対決でも勝利するなど卓越した戦績を残し、カラタシュ自身もこれまで乗ってきた馬の中でも特別であると語っている。
ボールドパイロットで初勝利したガジ賞（ガジダービー）は2014年までに通算6勝。2012年7月20日には、イスタンブールのヴェリエフェンディ競馬場でその日に行われた7レースすべてに騎乗して7勝を挙げ、ランフランコ・デットーリ騎手と並ぶ同日全勝記録を達成。2022年12月21日、ヴェリエフェンディ競馬場で通算7000勝に到達した。
私生活では、オズデミル・アトマンの娘で、父の跡を継いで馬主となったベギュム・アトマンと2003年に結婚し、2人の子どもを設けたが、2014年に死別した。2018年にカラタシュ夫妻とボールドパイロットの実話を元にした映画「私たちのチャンピオン」（Bizim için Şampiyon）が制作され、カラタシュ本人もガジ賞のライバル馬の騎手役でカメオ出演している。